# Kostel svaté Barbory (Velešovice)
Kostel svaté Barbory ve Velešovicích je římskokatolický kostel zasvěcený sv. Barboře. Je filiálním kostelem farnosti Rousínov u Vyškova, nicméně dříve spadal do farnosti Rousínovec, která byla v roce 2006 zrušena. Je chráněn jako kulturní památka.

## Historie
Barokní kostel byl vystavěn mezi lety 1731–1732. V roce 1948 bylo restaurováno vybavení interiéru kostela a do chrámu byla též zabudována elektroinstalace. Roku 1990 prošel kostel velkou rekonstrukcí. Vyměněny byly fasády, střecha a opravena byla též báň věže. Roku 2003 proběhla oprava interiéru, kdy byla mimo jiné vyměněna dosavadní elektroinstalace.

## Vybavení
V kostele se mimo hlavního oltáře původně nacházely také dva boční oltáře. Jeden z nich však byl z důvodu svého špatného stavu při rekonstrukci roku 1948 odstraněn. Tentýž rok byla z chrámu odstraněna i kazatelna. Na kůru se nacházejí varhany původně z Drnovic, které sem byly instalovány roku 1951, kdy nahradily ty původní. Ve věži jsou zavěšeny tři zvony. Umíráček vážící 19 kg z roku 1669, dále zvon z roku 1660, vážící 185 kg a největší z roku 1981, vážící asi 300 kg.

## Exteriér
Chrám stojí uprostřed hřbitova s márnicí.